# Neuer jüdischer Friedhof (Biłgoraj)
Koordinaten: 50° 31′ 40,1″ N, 22° 43′ 22,1″ O

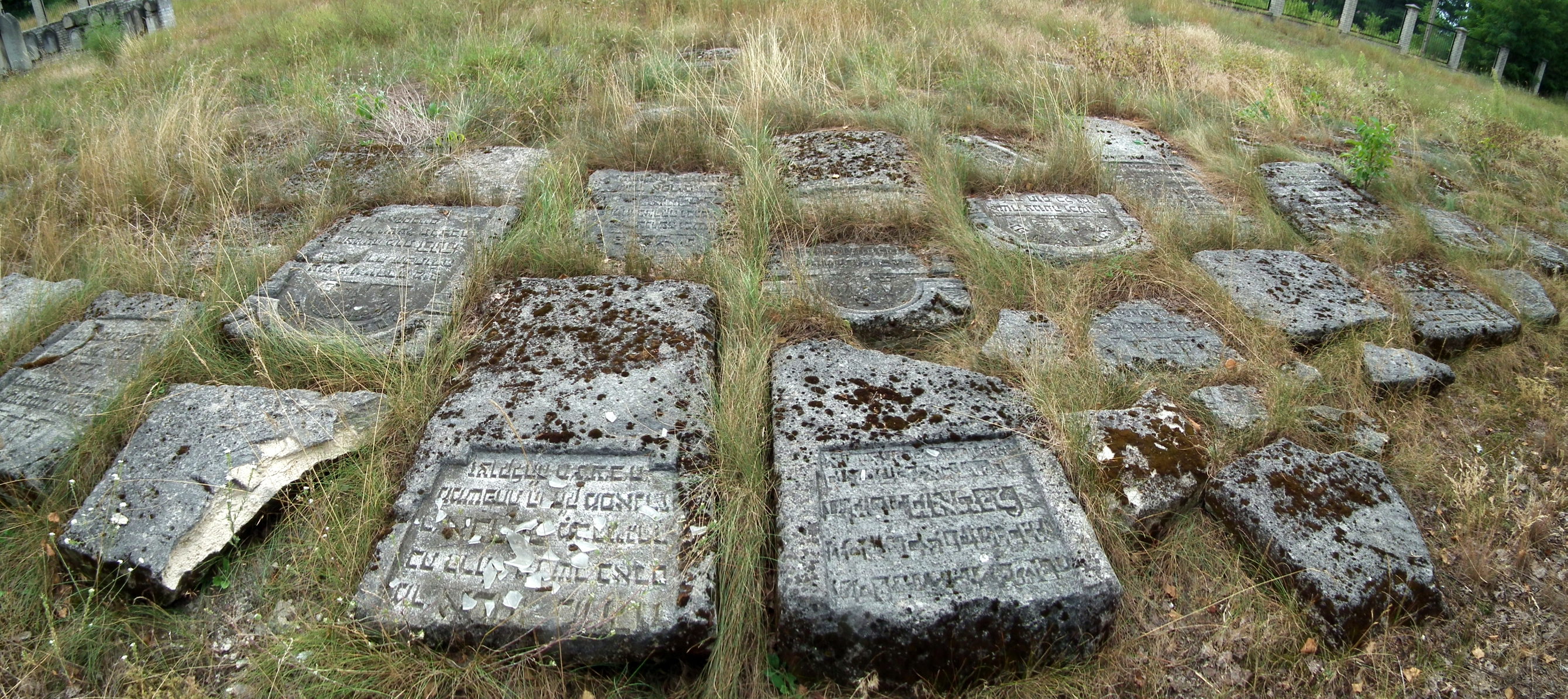
Grabsteine des Friedhofs

Der Neue jüdische Friedhof in Biłgoraj, einer polnischen Stadt in der Woiwodschaft Lublin, wurde in der ersten Hälfte des 19. Jahrhunderts angelegt. Der jüdische Friedhof in der Marii-Konopnickiej-Straße ist seit 1990 ein geschütztes Kulturdenkmal.
Der Friedhof wurde während des Zweiten Weltkriegs von den deutschen Besatzern verwüstet.
Auf dem ursprünglich 2,24 Hektar großen Friedhof, von dem nach dem Zweiten Weltkrieg ein wesentlicher Teil für Bauzwecke weggenommen wurde, sind heute nur noch wenige Grabsteine vorhanden.